# 北貝爾法斯特 (英國國會選區)

北貝爾法斯特在北愛爾蘭的位置

北貝爾法斯特（英語：Belfast North），英國國會一自治市選區，位於北愛爾蘭貝爾法斯特北部，並包括紐頓阿比區一部，創設於1922年。
該區為一親英選區。2010年大選中北愛民主統一黨尼格爾·多茲以40.0%選票勝出該區第二度連任。直至他於2019年遭新芬黨候選人擊敗。